# Спиридон Чудотворец
 Тази статия е за светеца от 3 век.  За печкия патриарх, вижте Спиридон Печки.  
Свети Спиридон, епископ Тримитунтски Чудотворец е един от великите светии и чудотворци от 4 век. 

## Биография
Роден е на остров Кипър, в град Аския, приблизително през 270 година, вероятно по времето на римския император Клавдий II Готски. При управлението на император Константин Велики и на наследника му Констанций II, той е епископ на тамошния град Тримитунт (сега - село Треметусия, окръг Ларнака). Участва в Първия вселенски събор в Никея през 325 година. Взема участие и в Сердикийския събор през 343 година.
С оглед нагледното и убедително проповядване на християнство и поради извънредно човечния си характер, развива широка благотворителна дейност в дома си. Също така се проявява и като способен лечител - дори самият Констанций се ползва от помощта му.
Празникът му се отбелязва на 12 декември.

## Икони
Изобразяват Свети Спиридон Чудотворец, като старец с дълга брада в епископски одежди.

## Храмове в България, посветени на Свети Спиридон
На Спиридон Тримитунтски в България са посветени една енорийска църква и три параклиса. Енорийският храм „Свети Спиридон“ се намира в село Алдимировци, община Сливница. Църквата е построена през 1856 година. 
Най-старият от параклисите, посветени на Свети Спиридон, се намира в Асеновград и датира от VII век. Храмът се намира непосредствено до метоха на Бачковския манастир.  
През 2017 година е изграден параклис на светеца в пределите на пловдивската църква „Света Петка Нова“. Параклисът се намира в някогашния южен притвор на църквата.
Третият параклис в чест на Свети Спиридон се намира в град Троян, в пределите на Националното училище по приложни изкуства. Иконите в иконостаса на храма са керамични. Параклисът е осветен през 2021 година.

## Предания и застъпничества
В България Свети Спиридон се тачи като закрилник на занаятчиите от разни професии, сред които: обущари (какъвто се смята, че е бил и той самият, занимавайки се с изработка на кондури), тухлари, грънчари, бакърджии (майстори на медни съдини), шивачи, абаджии и строители. Приема се и като покровител на конете и едрия добитък. Празнуват на празника му и козарите.
Особено почитан от майсторите на керемиди, във връзка със следната легенда: Когато бил на Никейския събор (Първия вселенски събор), в разгара на люти дебати, Спиридон извършил знаменито чудо - за да убеди опонентите си, ариани, в правотата на доводите си, стиснал керемида в ръка. От единия ѝ край излязъл огън, от другия - потекла вода. Изглежда, че това е послужило и за повод да бъде обявен за светец.
Друг път, според друго предание, вероятно около Сердикийския събор, докато си почивал през нощта, разбойници му отмъкнали магарето и за да огорчат стареца, му отрязали и отнесли главата, а останалата част - му върнали. Обаче той отново доказал необикновената си връзка с Бога, като я заменил с конска и в този вид добичето му го отнесло в Сердика.